# William Wyon
William Wyon (Birmingham 1795 - 29 octobre 1851), est graveur-médailleur en chef officiel à la Royal Mint de 1828 jusqu'à sa mort.

## Biographie

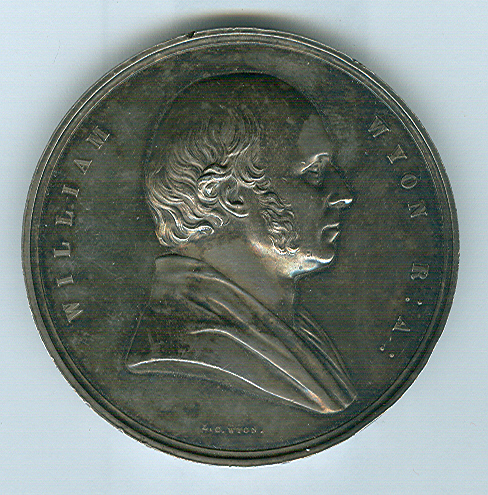
Portrait médaillé posthume de William Wyon par son fils LC Wyon (1854).

Wyon est né à Birmingham et, en 1809, est apprenti chez son père, Peter Wyon qui est graveur et plombeur. En 1816, il se rend à Londres. Il étudie les œuvres de John Flaxman, fréquente les écoles de la Royal Academy, et obtient une médaille d'or de la Royal Society of Arts pour une copie de la tête de Cérès, et une seconde pour un groupe original. En 1816, il est nommé graveur adjoint à la Monnaie et, en 1828, graveur en chef. En 1831, il est élu associé et en 1838 membre à part entière de la Royal Academy . Il est mort à Brighton, Royaume-Uni. Wyon est enterré sous une simple dalle de pierre rectangulaire d'York au cimetière de West Norwood. Il est le père du graveur Leonard Charles Wyon (en).

## Créations
Sous l'influence de Flaxman, un maître de la sculpture en relief, Wyon est un partisan très visible de la vogue néoclassique.
En 1834, il crée le modèle de la tête de la princesse Victoria, alors âgée de 15 ans. Cette œuvre est ensuite utilisée pour la City Medal frappée en 1837 pour célébrer la première visite de Victoria à la City de Londres après son accession au trône et une autre médaille également émise en 1837 commémorant sa visite au Guildhall.
Le nom de William Wyon est bien connu des collectionneurs de pièces de monnaie et de médailles en raison de sa production importante et de son talent artistique. Il conçoit les deuxième et troisième effigies de George IV, l'effigie de Guillaume IV en 1830, à partir du buste de Francis Chantrey et "The Young Head", qui orne la monnaie de Victoria de 1838 à 1860 sur les pennies et le reste de la monnaie jusqu'en 1887. Il conçoit également la Médaille du service général de la marine, dont 20 933 exemplaires sont émises. Parmi ses œuvres médaillées, notons les dessins d'avers pour le prix, le juré et d'autres médailles pour la grande exposition au Crystal Palace en 1851, l'année de sa mort à Birmingham.

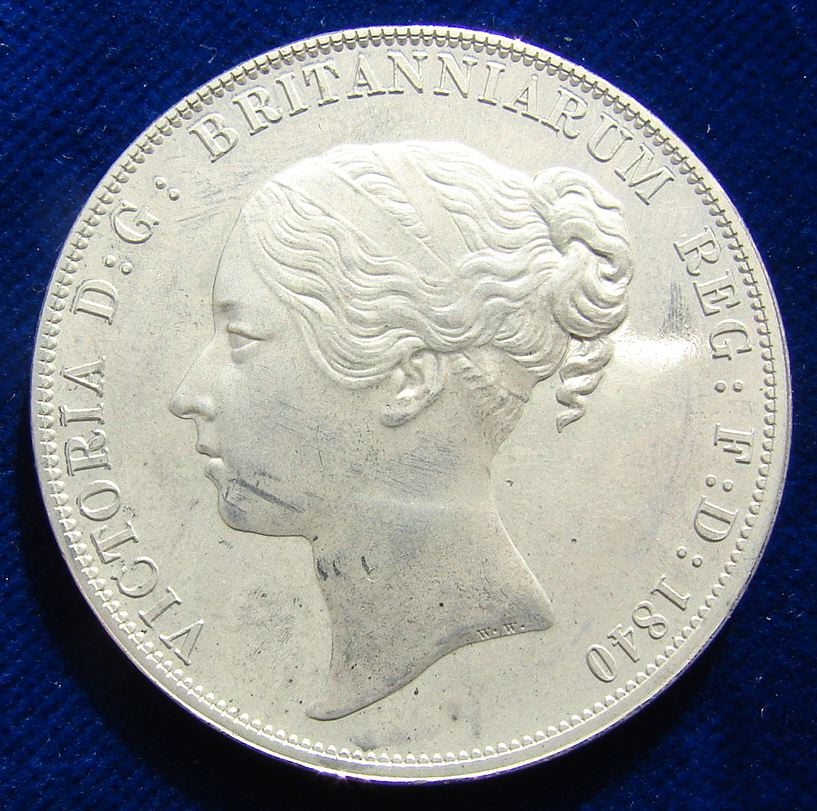
Victoria Young Head par William Wyon, édité comme un rétro-modèle par le médaillé britannique Donald R Golder pour la collection Spink Patina.

La médaille de la ville, de Wyon, est le modèle de la tête sur les timbres-poste gravés au trait de 1840 à 1879, à commencer par le Penny Black, le premier timbre-poste adhésif au monde, les timbres en relief de 1847 à 1854 et l'entier postal de 1841 à 1901. La matrice principale utilisée pour le modèle en relief est gravée par Wyon; les timbres 1s et 10d ont les initiales "ww" avec le numéro de matrice à la base du cou. Son travail influence également les timbres imprimés en surface pour la première fois en 1855.